# Pjotr Michajlovič Gavrilov
Pjotr Michajlovič Gavrilov (rusky Пётр Миха́йлович Гаври́лов; 1900–1979) byl sovětský důstojník známý jako hrdinný obránce Brestské pevnosti v roce 1941.

## Životopis
Byl etnickým krašenským Tatarem. Velel 44. motostřeleckému pluku a padl do německého zajetí 23. července 1941 po 31 denní obraně brestské pevnosti. Ze zajetí byl propuštěn po skončení II. světové války.
Podle oficiálních sovětských zdrojů se po svém propuštění ze zajetí vrátil do armády a byla mu navrácena stejná hodnost. Nebylo však obnoveno jeho členství v komunistické straně, protože ztratil členskou legitimaci a upadl do zajetí. V letech 1946-1947 byl velitelem tábora japonských válečných zajatců na Sibiři. Poté se přestěhoval do Krasnodaru.
V roce 1956 opět našel svou první ženu a adoptivního syna, kterého neviděl od prvního dne války. Poté, co Sergej Smirnov sepsal knihu s názvem Brestská pevnost (rusky Брестская крепость), která byla vydána v roce 1956, bylo členství v komunistické straně Gavrilovovi navráceno. Byl vyznamenán Leninovým řádem a titulem Hrdina Sovětského svazu v roce 1957. Od roku 1968 až do své smrti žil v Krasnodaru na ulici Svetlaja 103, která byla v roce 1980 přejmenována na Gavrilova.
Pjotr Michajlovič Gavrilov zemřel 26. ledna 1979 v Krasnodaru a byl pohřben v Brestu.